# Phare de Port Erin
Le phare de Port Erin est un phare situé dans Port Erin, au sud-ouest de l'Île de Man. C'est une tour octogonale de 11 m de haut avec lanterne, peint en blanc avec une bande horizontale rouge. il émet une lumière rouge continue.
Il est géré par les autorités portuaires de l'île de Man (Isle of Man Harbour) .

### Lien connexe
- Liste des phares de l'île de Man